# Тверецкий мост
Тверецкий мост — автомобильный мост через реку Тверцу в Заволжском районе города Тверь в створе улицы Академика Туполева. Соединяет Заволжскую и Затверецкую части города. По мосту проходила трамвайная линия. Ширина моста составляет 20 метров, длина — 145 метров. Построен в 1931 году по проекту тверского инженера П.Ф. Богомолова. Мост уцелел во время оккупации Калинина и боевых действий в 1941 году. Первоначально, по мосту проходил один трамвайный путь, в 1969 году был проложен второй. В 1994—1999 гг. была проведена реконструкция моста, в ходе которой он был расширен на 5 метров, применена жесткая конструкция (с укладкой под полотно монорельса) устройства трамвайного пути.
5 апреля 2012 года мосту было официально присвоено имя его инженера, П. Ф. Богомолова.